# Дейконо
Дейконо (на английски: Dacono) е град в окръг Уелд, щата Колорадо, САЩ. Дейконо е с население от 3015 жители (2000) и обща площ от 7,1 km². Намира се на 1533 m надморска височина. ЗИП кодът му е 80514, а телефонният му код е 303.